# Campionat del món de ciclisme en pista de 1969
El Campionat Mundial de Ciclisme en Pista de 1969 es va celebrar a Anvers (Bèlgica) del 5 al 9 d'agost, i a Brno (Txecoslovàquia) del 20 al 24 d'agost.
Les proves de Velocitat i Persecució professional es van realitzar al Sportpaleis d'Anvers i les altres es van disputar al Velòdrom de Brno. En total es va competir en 11 disciplines, 9 de masculines i 2 de femenines.

## Resultats

### Masculí

#### Professional
| Prova                 | Or                            | Argent                       | Bronze                       |
| Velocitat individual  | Patrick Sercu · Bèlgica       | Robert Van Lancker · Bèlgica | Sante Gaiardoni · Itàlia     |
| Persecució individual | Ferdinand Bracke · Bèlgica ·  | Hugh Porter · Regne Unit ·   | Peter Post · Països Baixos · |
| Darrere moto          | Jacob Oudkerk · Països Baixos | Theo Verschueren · Bèlgica   | Domenico De Lillo · Itàlia   |

#### Amateur
| Prova                     | Or                                                                                     | Argent                                                                        | Bronze                                                                    |
| Velocitat individual      | Daniel Morelon · França                                                                | Omar Phakadze · Unió Soviètica                                                | Peder Pedersen · Dinamarca                                                |
| Persecució individual     | Xaver Kurmann · Suïssa                                                                 | Bernard Darmet · França                                                       | Daniel Rebillard · França                                                 |
| Persecució per equips     | Unió Soviètica · Stanislav Moskvin · Vladimir Kuznetzov · Viktor Bykov · Sergeï Kuskov | Itàlia · Pietro Algeri · Giacomo Bazzan · Giorgio Morbiato · Antonio Castello | França · Claude Buchon · Bernard Darmet · René Grignon · Daniel Rebillard |
| Quilòmetre contrarellotge | Gianni Sartori · Itàlia ·                                                              | Janusz Kierzkowski · Polònia ·                                                | Klaas Balk · Països Baixos ·                                              |
| Tàndem                    | RDA · Hans-Jürgen Geschke · Werner Otto                                                | RFA · Jürgen Barth · Rainer Müller                                            | França · Pierre Trentin · Daniel Morelon                                  |
| Darrere moto              | Bert Boom · Països Baixos                                                              | Cees Stam · Països Baixos                                                     | Jörg Peter · Suïssa                                                       |

### Femení
| Prova                 | Or                                 | Argent                             | Bronze                             |
| Velocitat individual  | Galina Tsareva · Unió Soviètica    | Galina Ermolaeva · Unió Soviètica  | Irina Kiritchenko · Unió Soviètica |
| Persecució individual | Raisa Obodovskaya · Unió Soviètica | Tamara Garkuchina · Unió Soviètica | Keetie Hage · Països Baixos        |

## Medaller
| Pos. | País           | Or | Plata | Bronze | Total |
| 1    | Unió Soviètica | 3  | 3     | 1      | 7     |
| 2    | Bèlgica        | 2  | 2     | 0      | 4     |
| 3    | Països Baixos  | 2  | 1     | 3      | 6     |
| 4    | França         | 1  | 1     | 3      | 5     |
| 5    | Itàlia         | 1  | 1     | 2      | 4     |
| 6    | Suïssa         | 1  | 0     | 1      | 2     |
| 7    | RDA            | 1  | 0     | 0      | 1     |
| 8    | RFA            | 0  | 1     | 0      | 1     |
| 8    | Regne Unit     | 0  | 1     | 0      | 1     |
| 8    | Polònia        | 0  | 1     | 0      | 1     |
| 11   | Dinamarca      | 0  | 0     | 1      | 1     |
|      | TOTAL          | 11 | 11    | 11     | 33    |